# Bocksdorne
Die Bocksdorne (Lycium) sind eine Gattung aus der Familie der Nachtschattengewächse (Solanaceae) mit etwa 80 Arten.

## Beschreibung
Bocksdorne sind holzige Pflanzen mit brutkörpertragenden Wurzeln. Sie wachsen meistens aufrecht, kriechend oder niederliegend, sind meistens Sträucher mit Wuchshöhen von 0,5 bis 2,5 (4) m, gelegentlich verkrüppelt und bis zu 20 cm hoch oder kleine Bäume mit Wuchshöhen von 4 bis 5 (10) m. Sie sind gelegentlich unbedornt, haben jedoch meistens dornbesetzte Sprossachsen und sind oft mit einfachen Trichomen behaart. Die ganzrandigen Blätter stehen normalerweise in Büscheln, sind aufsitzend oder haben 2 bis 15 mm lange Stiele.

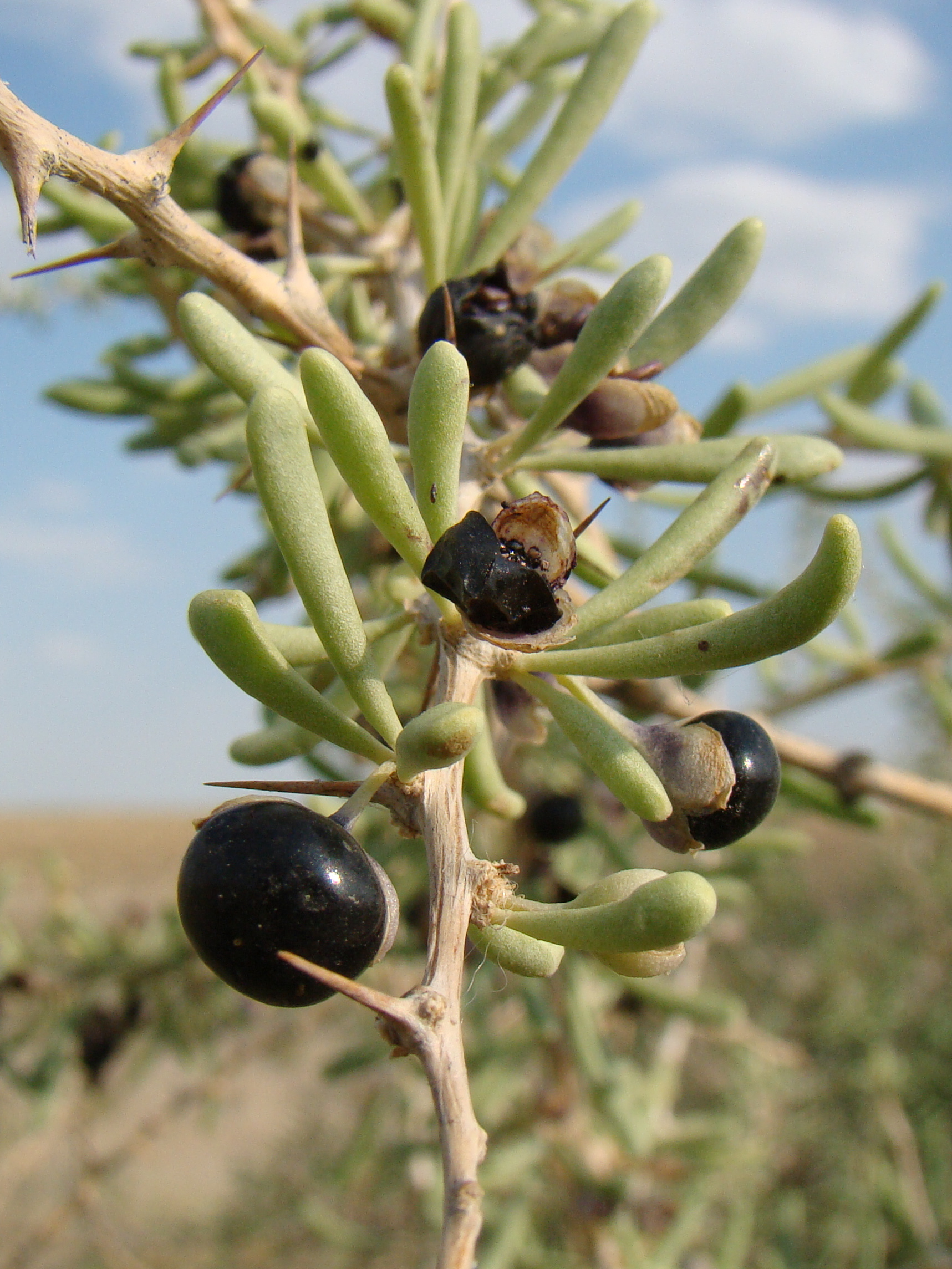
Lycium ruthenicum mit Früchten

Die Blüten sind axillar, stehen einzeln oder an Kurztrieben mit Blütenknäuel aus 2 bis 50 meist fünfzähligen, seltener vierzähligen Blüten. Die Blütenstiele sind (0,5) 1,5 bis 10 (20) mm lang; der Kelch ist glockenförmig, röhrenförmig oder becherförmig, radiärsymmetrisch, zygomorph oder gelegentlich asymmetrisch. Die Krone ist röhren- bis trichterförmig, radiärsymmetrisch bis leicht zygomorph, weiß, weißlich, grünlich-weiß, grünlich-gelb, gelblich-weiß, creme-gelb, bläulich-weiß, lila oder violett; gelegentlich sind die Nervenbahnen violett-schwarz oder mit grünlichen, rötlichen, bräunlichen oder violetten Punkten. Die Krone ist 3 bis 25 mm lang, die Blütenzipfel 1,5- bis 5-fach kürzer als die Kronenröhre.
Die Früchte sind rund oder eiförmig 4 bis 6 × 3 bis 4, gelegentlich größer und dann bis zu 8 bis 10 mm lang. Die beerenförmigen Früchte haben normalerweise (2) 4 bis 10 (16) oder (10) 16 bis 40 (70) Samen. Ausnahmen davon sind die Steinfrüchte zweier Arten; die bei der Art Lycium schaffneri auftretenden Früchte, deren Endokarp verhärtet und 4 Samen einschließt; die Früchte der Arten Lycium macrodon und Lycium puberulum deren zweikammerige Früchte eine horizontale Trennung bilden und in der oberen Hälfte ebenfalls ein verhärtetes Endokarp besitzen, so dass sich in der oberen Kammer ein oder zwei Samen und in der unteren ein paar verkümmerte Samenanlagen befinden und letztlich die Frucht von Lycium cooperi, bei der ebenfalls eine horizontale Trennung in der Mitte der Frucht erscheint und die beiden Kammern mit Steinzellen voneinander abtrennt, in der oberen Kammer befinden sich meist nur ein bis zwei Samen, in der unteren fünf bis acht.
Die meisten der argentinischen und chilenischen Arten werden von zwei oder drei der folgenden Insekten-Ordnungen besucht und befruchtet: Hautflügler, Zweiflügler und Schmetterlinge, nur Lycium cestroides wird von Kolibris besucht.

## Vorkommen
51 der 80 Arten kommen in Amerika vor, 30 in der Alten Welt, von diesen 17 im südlichen Afrika. Sie sind vor allem für die außertropischen Bereiche charakteristisch, hier wachsen sie von 0 Meter bis in Meereshöhen von 4000 Metern, häufig wachsen sie in Böden mit hohem Salzgehalt.

## Systematik
Die Gattung umfasst etwa 83 Arten:
| - Lycium acutifolium E. Mey. ex Dunal - Lycium afrum L. - Lycium ameghinoi Speg. - Lycium americanum Jacq. - Lycium amoenum Dammer - Lycium andersonii A. Gray - Lycium arenicola Miers - Lycium argentino-cestroides Hieron. ex Seckt - Lycium arochae Chiang, Wendt & Lott - Lycium athium Bernardello - Lycium australe F.Muell. - Gewöhnlicher Bocksdorn (Lycium barbarum L.) - Lycium berlandieri Dunal - Lycium bosciifolium Schinz - Lycium brevipes Benth. - Lycium californicum Nutt. - Lycium carolinianum Walter - Lycium cestroides Schltdl. - Lycium chanar Phil. - Lycium chilense Bertero - Chinesischer Bocksdorn (Lycium chinense Mill.) - Lycium ciliato-elongatum Bernardello - Lycium ciliatum Schltdl. - Lycium cinereum Thunb. - Lycium cooperi A. Gray - Lycium cuneatum Dammer - Lycium cyathiformum C. Hitchcock | - Lycium cylindricum Kuang & A.M. Lu - Lycium dasystemum Pojarkova - Lycium decumbens Welw. ex Hiern - Lycium densifolium Wiggins - Lycium depressum Stocks - Lycium deserti Philippi - Lycium distichum Meyen - Lycium eenii S. Moore - Lycium elongato-cestroides Hieronymus - Lycium elongatum Miers - Lycium europaeum L. - Lycium exsertum A. Gray - Lycium ferocissimum Miers - Lycium fremontii A. Gray - Lycium fuscum Miers - Lycium gariepense A.M.Venter - Lycium gilliesianum Miers - Lycium glomeratum Sendtner - Lycium grandicalyx Joubert & Venter - Lycium hantamense A.M.Venter: Sie wurde 2007 aus Südafrika erstbeschrieben. - Lycium hirsutum Dunal - Lycium horridum Thunb. - Lycium humile Philippi - Lycium infaustum Miers - Sparriger Bocksdorn (Lycium intricatum Boiss.) - Lycium isthmense Chiang - Lycium leiospermum I.M.Johnst. - Lycium leiostemum Weddell - Lycium macrodon A. Gray | - Lycium mascarenense A.M.Venter & A.J.Scott - Lycium martii Sendtner - Lycium megacarpum Wiggins - Lycium minimum C.L.Hitchcock - Lycium minutifolium Remy - Lycium morongii Britton - Lycium nodosum Miers - Lycium oxycarpum Dunal - Lycium pallidum Miers - Lycium parishii A.Gray - Lycium pilifolium C.H.Wright - Lycium puberulum A.Gray - Lycium pumilum Dammer - Lycium rachidocladum Dunal - Lycium repens Speg. - Lycium ruthenicum Murray - Lycium schaffneri A. Gray - Lycium schizocalyx C.H.Wright - Lycium schreiteri Barkley - Lycium schweinfurthii Dammer - Lycium shawii Roem. & Schult. - Lycium shockleyi A.Gray - Lycium stenophyllum Remy - Lycium strandveldense A.M.Venter - Lycium tenue Willd. - Lycium tenuispinosum Miers - Lycium tetrandrum L.f. - Lycium texanum Correll - Lycium torreyi A.Gray - Lycium villosum Schinz - Lycium vimineum Miers - Lycium yunnanense Kuang & A.M. Lu |

## Bilder

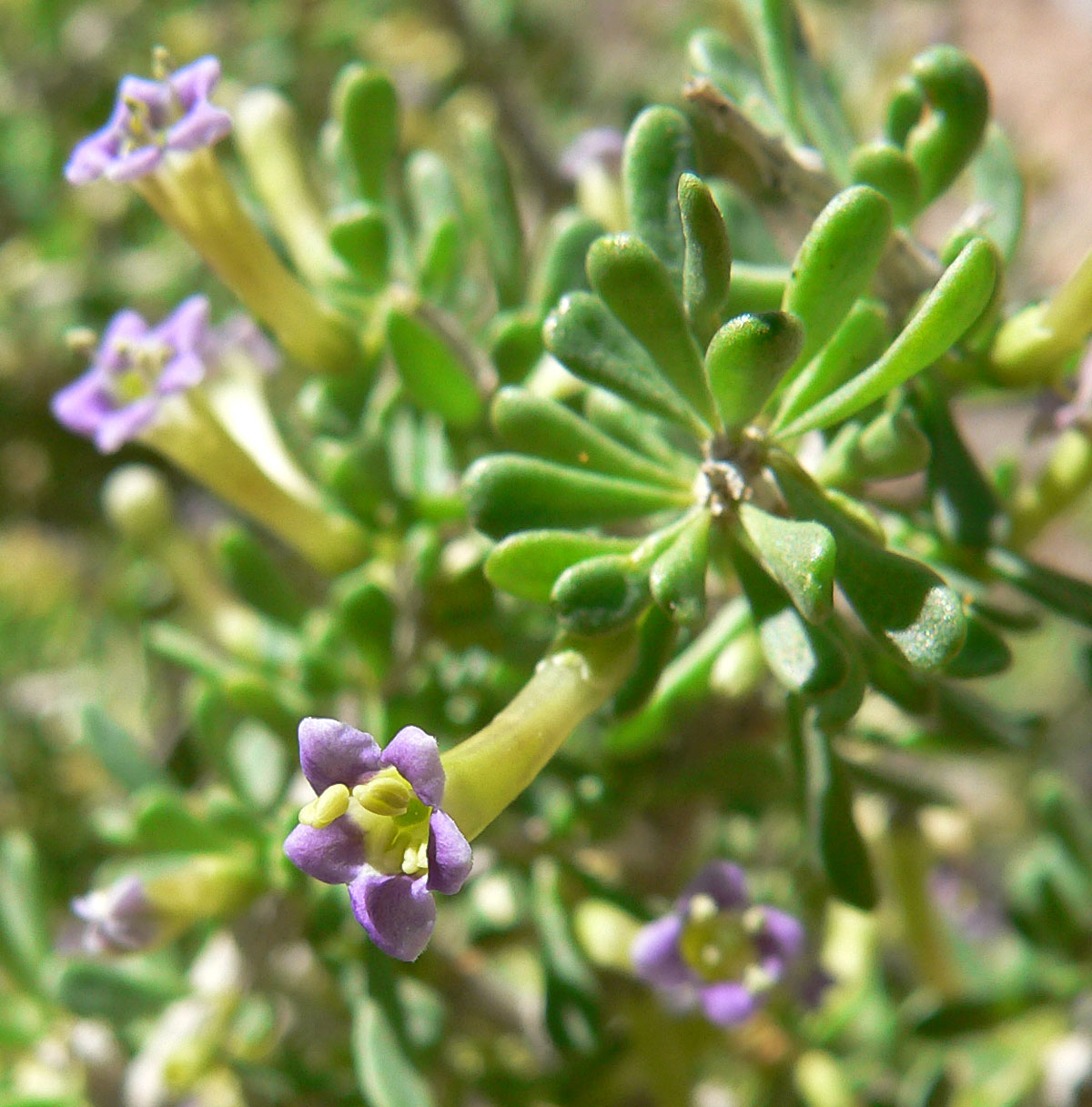
Lycium andersonii
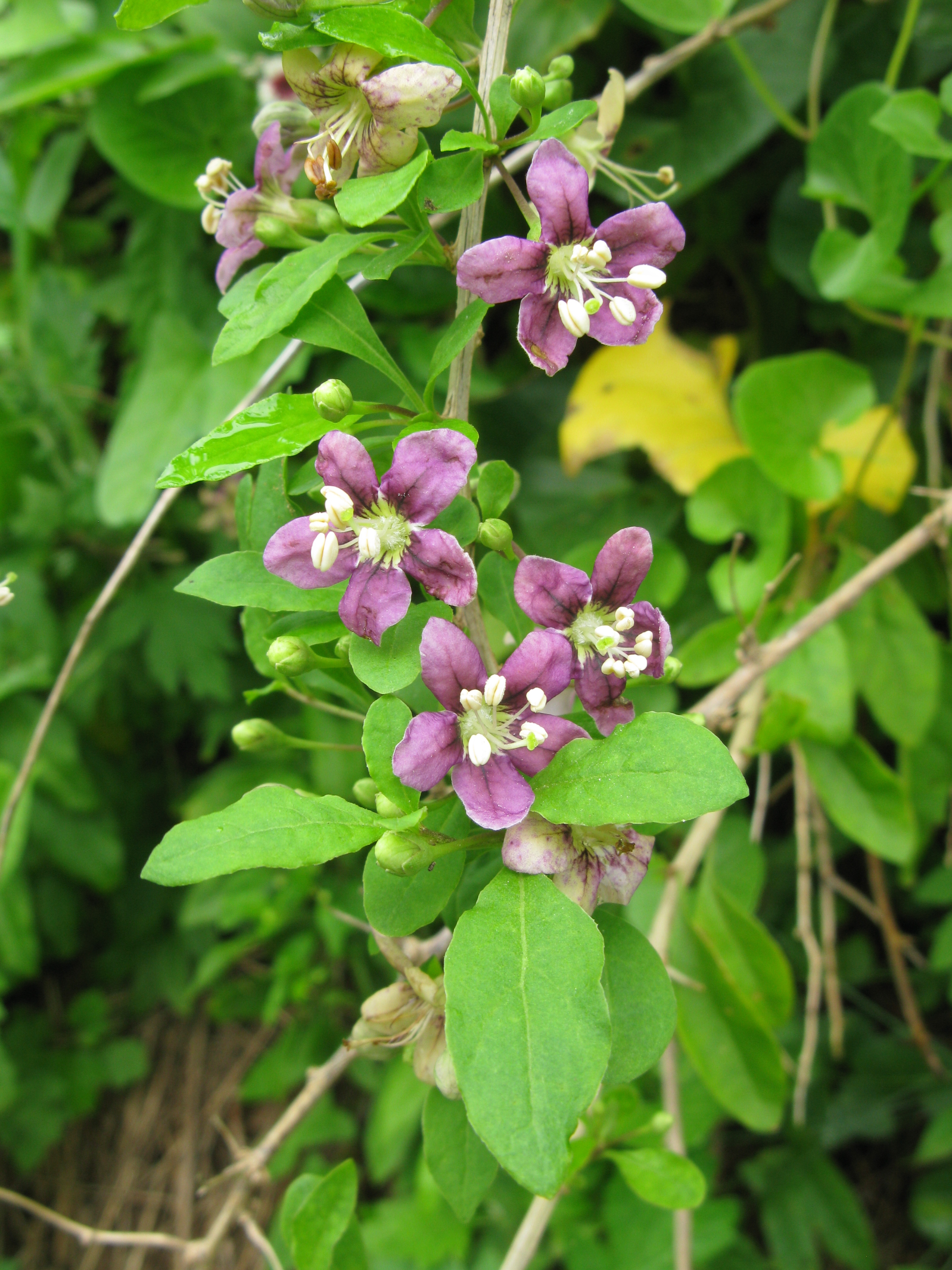
Lycium chinense
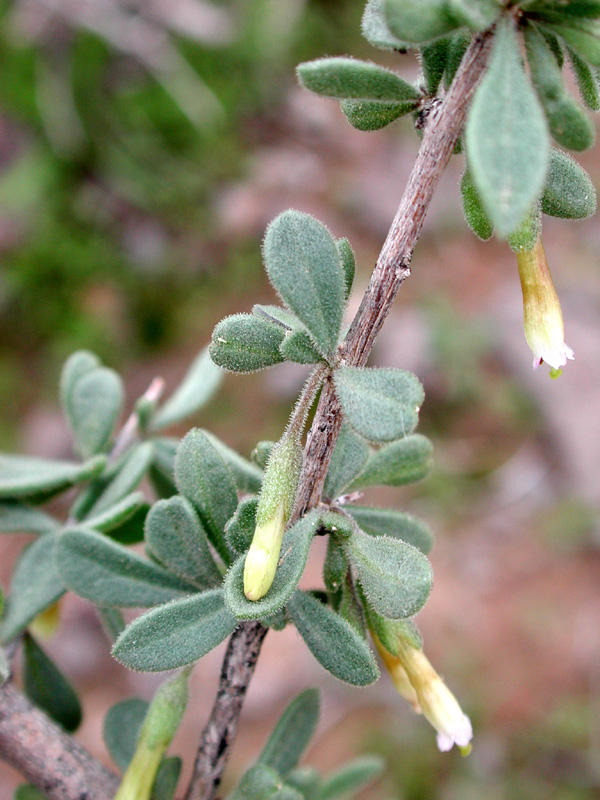
Lycium exsertum
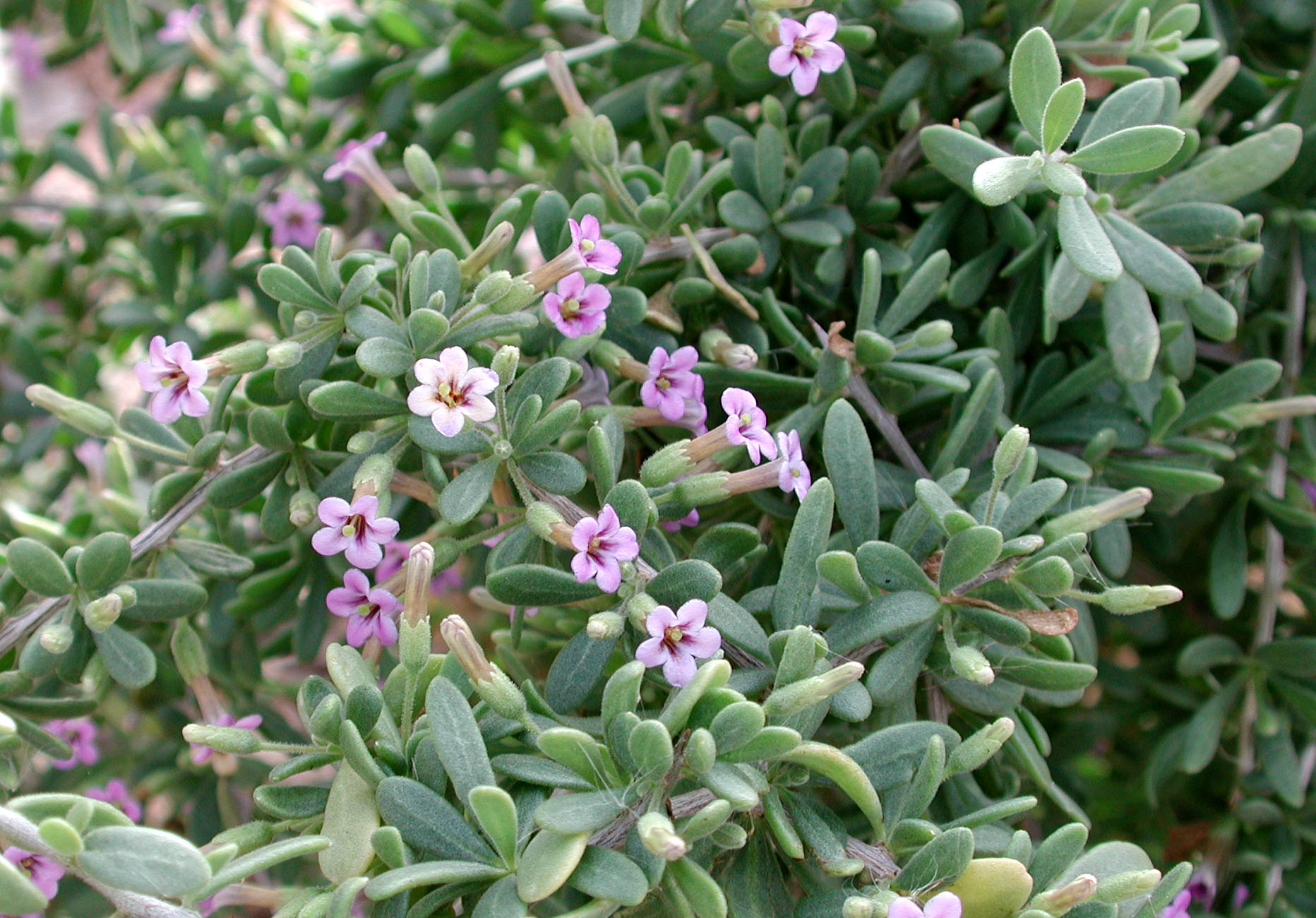
Lycium fremontii
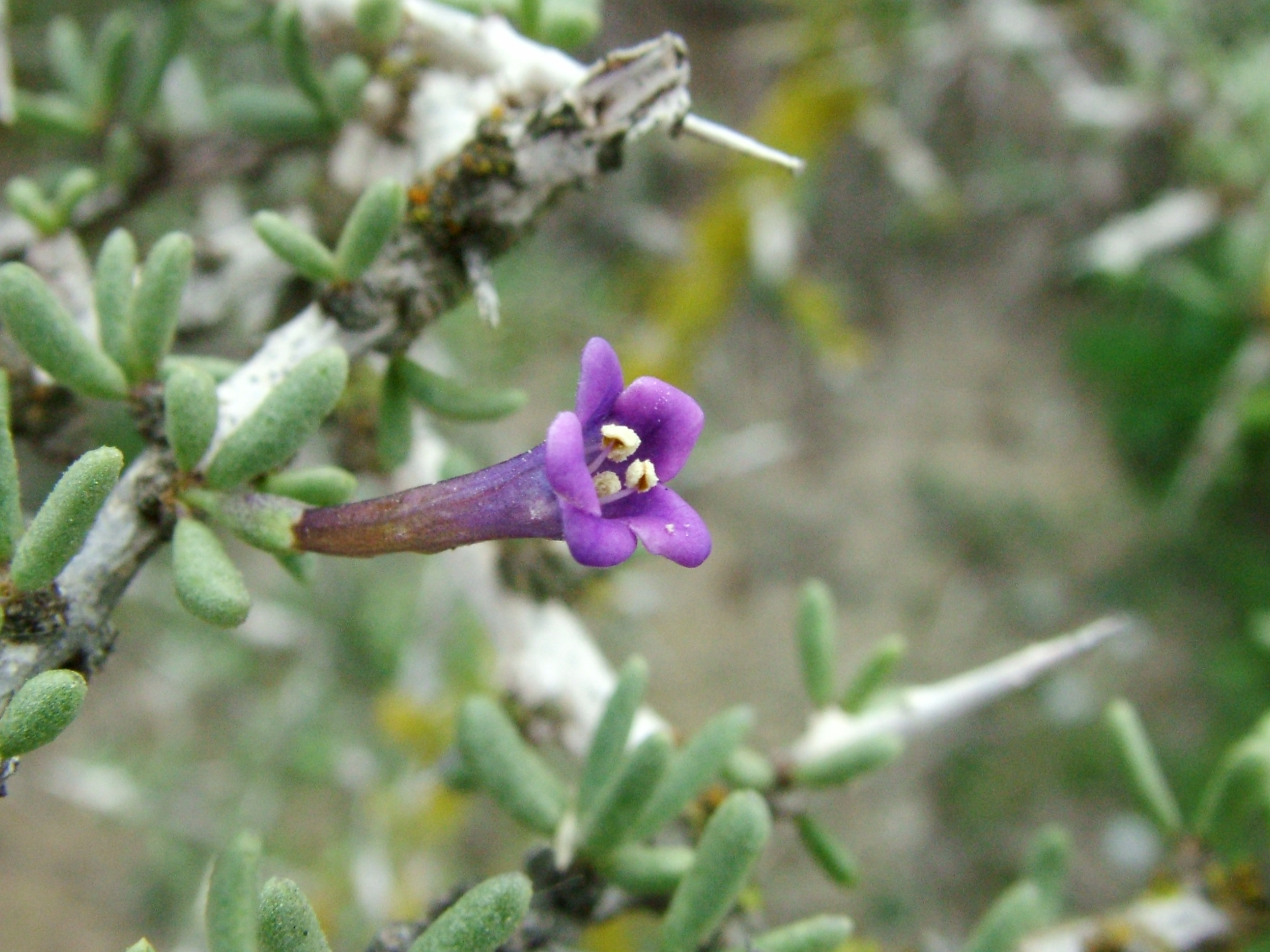
Lycium intricatum
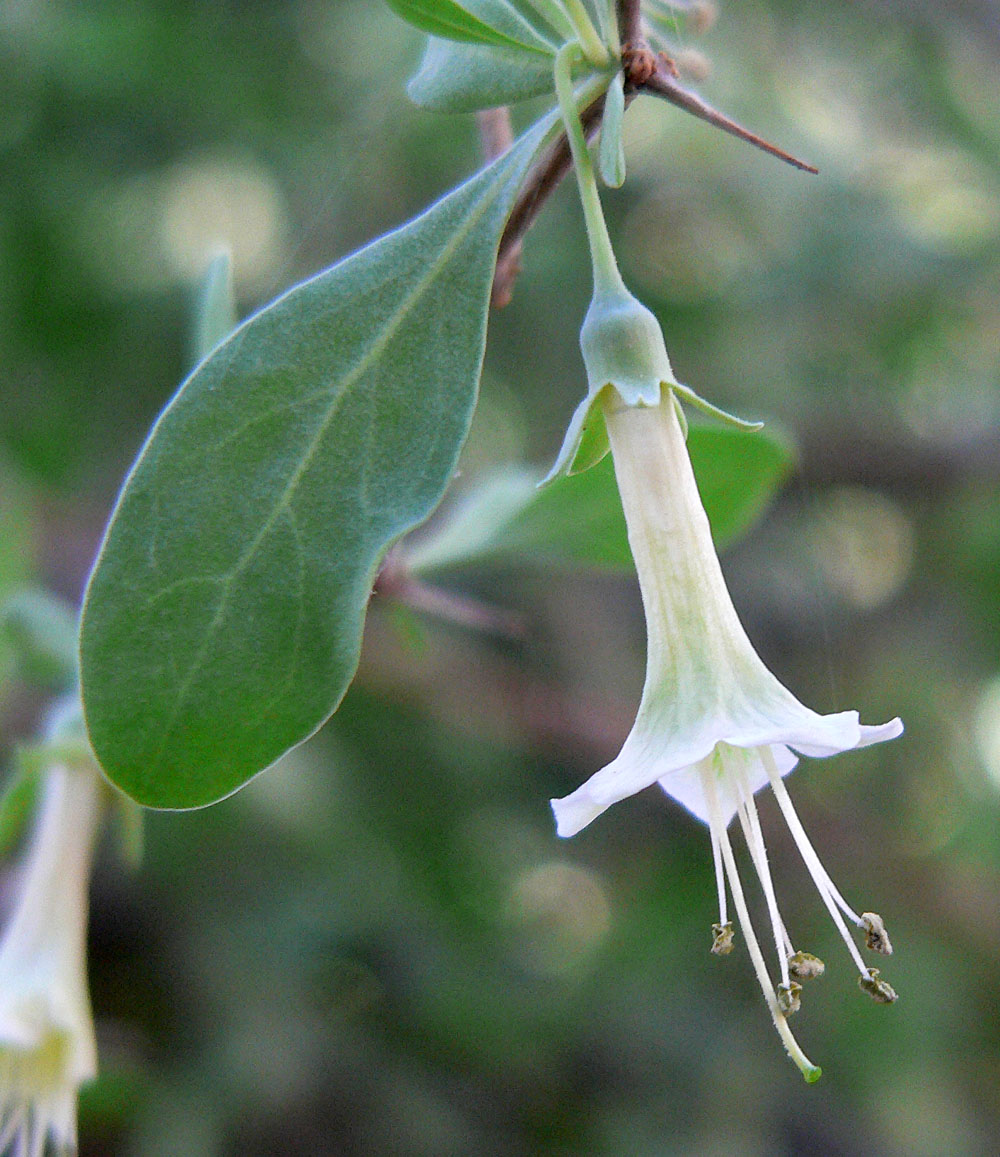
Lycium pallidum
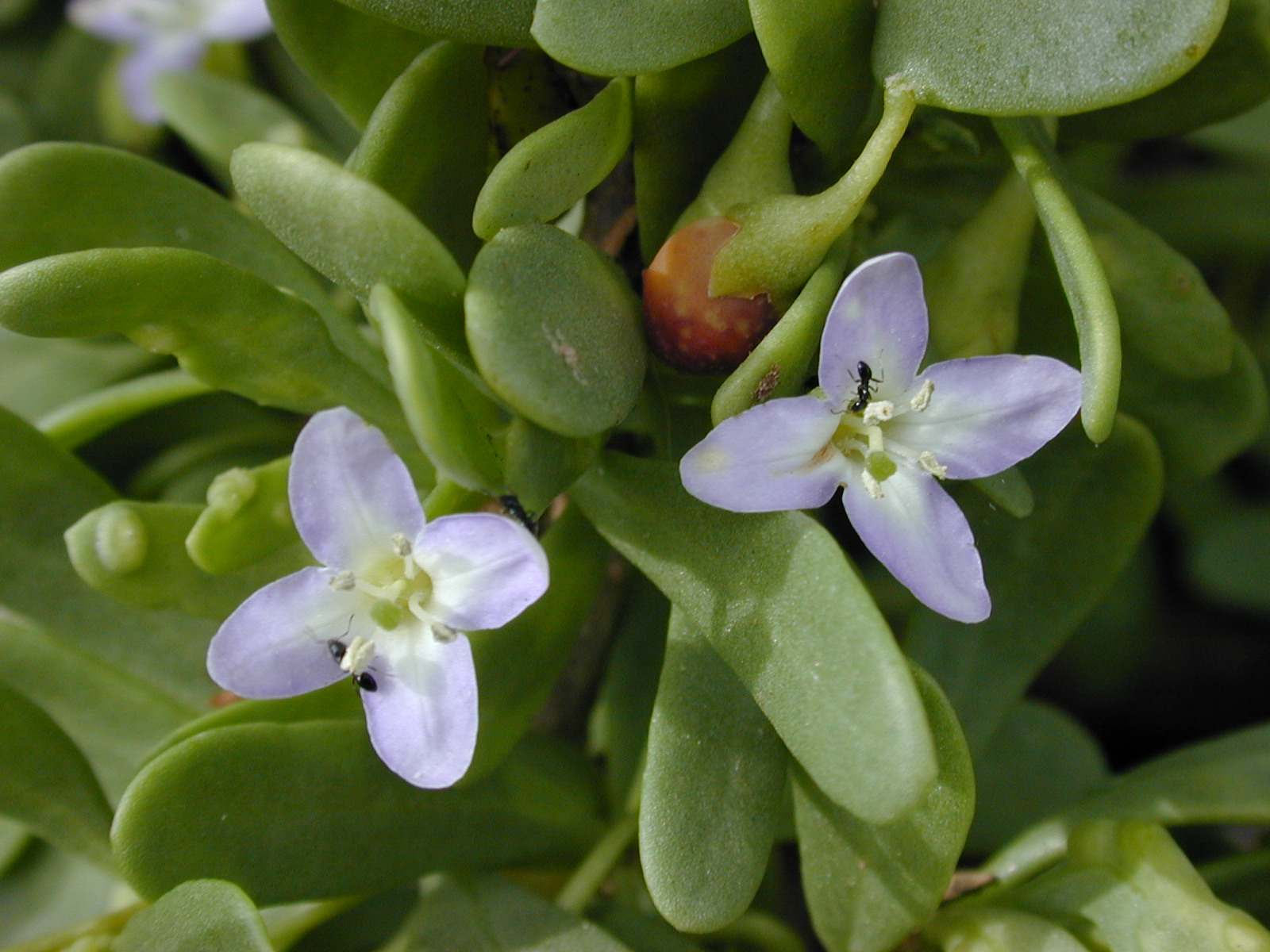
Lycium sandwicense
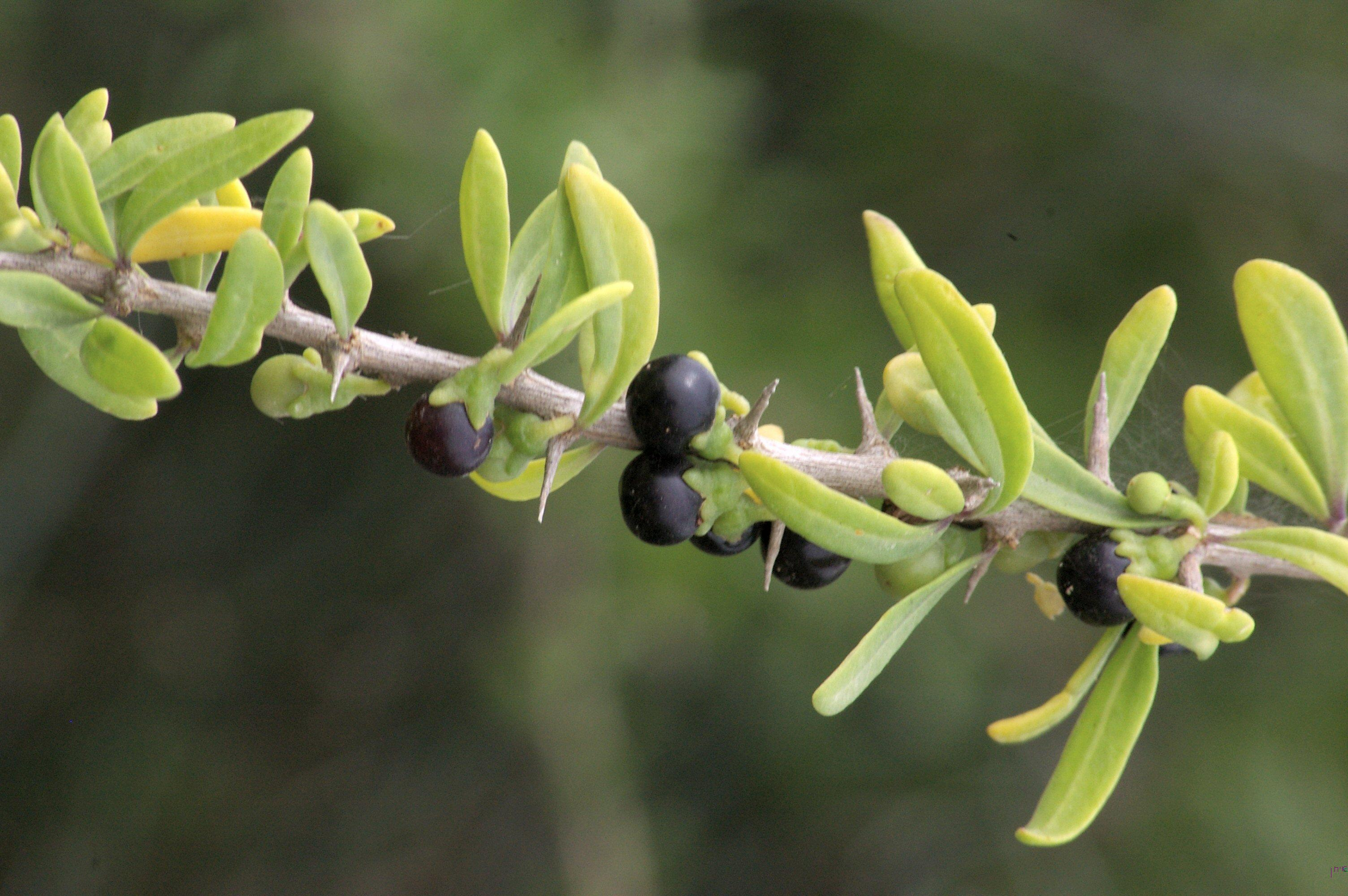
Lycium schweinfurthii